# SN 2004aw
SN 2004aw – supernowa typu Ic odkryta 23 marca 2004 roku w galaktyce NGC 3997. Jej maksymalna jasność wynosiła 18,06m.